# Rémálom az Elm utcában 7. – Az új rémálom: Freddy feltámad
A Rémálom az Elm utcában 7. – Az új rémálom: Freddy feltámad (eredeti cím: Wes Craven's New Nightmare) 1994-es amerikai slasher-horrorfilm, melyet a Rémálom az Elm utcában-filmek megalkotója, Wes Craven írt és rendezett. A filmben számos olyan színész, illetve stábtag feltűnik, aki a korábbi filmekben is közreműködött, és ezúttal önmagát alakítja, köztük Heather Langenkamp, Robert Englund és maga Wes Craven is.
Habár a film a Rémálom az Elm utcában-sorozat hetedik része, történetileg nem kapcsolódik a többi filmhez (ennek ellenére többször visszautal azok legemlékezetesebb jeleneteire és filmes idézeteire). A sorozat negatív főszereplője, Freddy Krueger ezúttal a filmen belül is csupán egy kitalált szereplő, akinek sikerül kilépnie a filmek világából a valóságba és a korábbi filmekben játszó színészek életére tör. Freddyt ebben a részben úgy ábrázolják, ahogyan Wes Craven eredetileg elképzelte a rémalakot: fenyegetőbb és sokkal kevésbé komikus szereplő, akinek öltözékét és külső megjelenését is továbbfejlesztették.
Annak ellenére, hogy a film a legkevesebb bevételt szerezte az összes Rémálom az Elm utcában-film közül, a kritikusok pozitívan fogadták és a sorozat egyik legjobbjaként tartják számon.

## Cselekmény

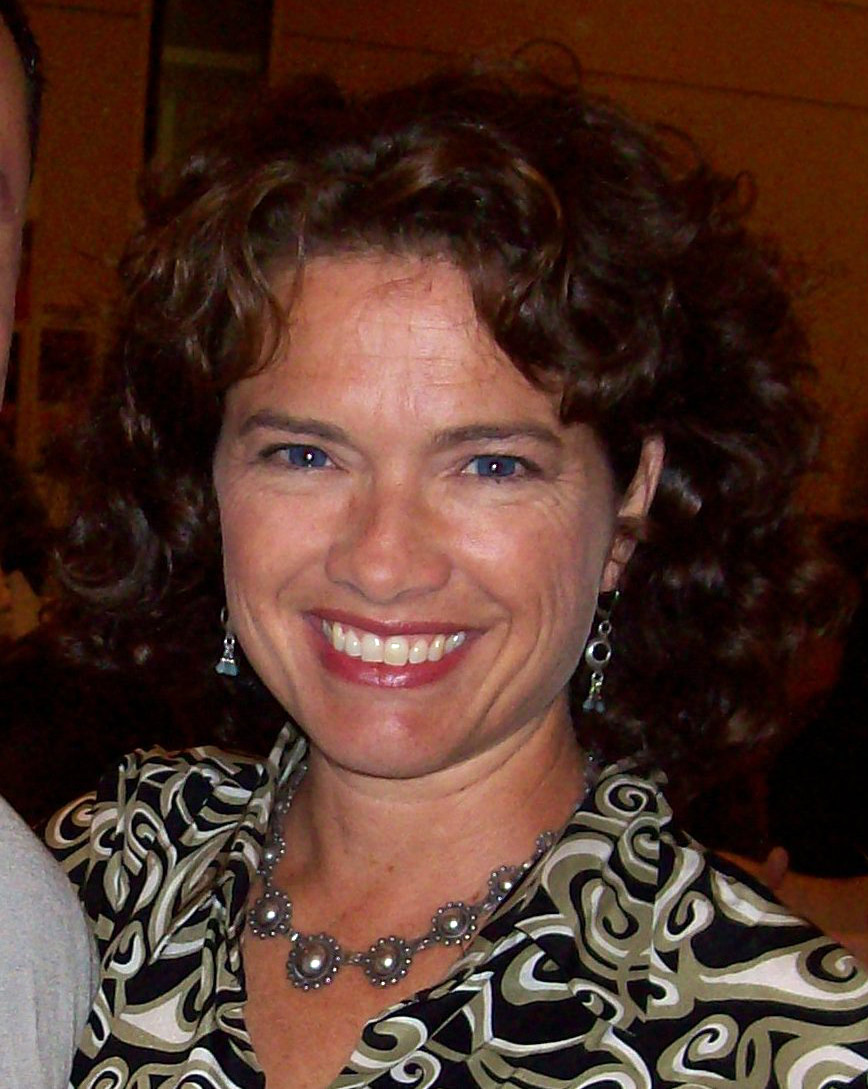
Heather Langenkamp, Nancy megformálója.

Heather Langenkamp színésznő – aki a Rémálom az Elm utcában-filmekben Nancy Thompson megformálásával nagy népszerűségre tett szert – Los Angelesben él férjével, Chase-szel és kisfiukkal, Dylannel. Egyik éjjel Heather rémálmot lát: egy készülő Rémálom az Elm utcában-film forgatásán Freddy Krueger filmes kellékként használt pengés kesztyűje megtámadja családját, valamint végez két stábtaggal is. Egy földrengés miatt a színésznő felébred és észrevesz egy vágást Chase ujján, mely pontosan úgy néz ki, mint amit megálmodott.
Heather telefonhívást kap egy Freddyt utánzó, megszállott rajongótól, majd megbeszélésre megy a New Line Cinema irodájába, ahol megtudja, hogy a stúdió egy újabb film elkészítését tervezi az ő főszereplésével. Hazatérve Dylan egy korábbi Rémálom-filmet néz és ijesztően kezd viselkedni. Heather felhívja Chase-t, aki a történteket hallva hazasiet munkahelyéről (a film forgatásáról, ahol a Heather álmában megölt két stábtag ismeretlen okból nem jelent meg – később a hírekből kiderül, hogy holtan találták meg őket, késszúrásra utaló sebekkel), de vezetés közben a férfi elalszik és Freddy végez vele. Miután férje temetésén Heathernek újabb rémálma támad, melyben Freddy el akarja rabolni Dylant, egy régi barátja és színésztársa, John Saxon azt tanácsolja neki, kérjen orvosi segítséget.
Dylan állapota tovább romlik és Freddytől való félelmében nem hajlandó elaludni, bár Heather sosem mutatta meg neki a filmeket. A színésznő meglátogatja a filmsorozat megalkotóját, Wes Craven rendezőt, aki szerint Freddy egy természetfeletti lény, mely a sorozat befejezése miatt kiszabadult a fantázia világából. A rendező úgy véli, Freddy ezúttal Heathert, filmbéli ellenségének megformálóját vette célba és rajta keresztül próbálja elnyerni szabadságát. Nemsokára Robert Englundnak, a Freddyt játszó színésznek is nyoma veszik. Egy újabb földrengés után Heather kórházba viszi Dylant, ahol a családon belüli bántalmazásra gyanakvó Dr. Heffner megfigyelésre benntartja a fiút. Heather hazamegy Dylan plüssállatáért, mialatt a bébiszitter Julie nem tudja megakadályozni, hogy a nővérek altatót adjanak a kisfiúnak. Dylan elalszik és álmában Freddy brutálisan végez Julie-val. Az alvajáró Dylan elhagyja a kórházat, ahonnan Freddy egy forgalmas útra csalogatja, miközben gúnyosan sértegeti. Heathernek sikerül időben a helyszínre érkeznie és megmentenie fiát. Hazatérve Heather felfedezi, hogy John Saxon új identitásként felvette a Heather által alakított Nancy apjának, Donald Thompsonnak a szerepét. Amikor Heather is megteszi ugyanezt és azonosul Nancyvel, Freddy teljes egészében kilép a valóságba és magával viszi Dylant a saját fantáziavilágába. Heather a fiú altatóival álomba merül és követi őt a sötét túlvilágra. Freddy egy kemencébe csalogatja Dylant, majd megküzd Heatherrel, aki fia segítségével belöki Freddyt a kemencébe, majd begyújtja azt. A felcsapó lángok Freddyt és annak világát is felemésztik.
Dylan és Heather a valóságba visszatérve talál egy forgatókönyvet, mely a film korábbi eseményeit írja le. Az első oldalon Craven köszönetnyilvánítása áll, amiért Heather még egy alkalommal eljátszotta Nancy szerepét és ezzel végérvényesen legyőzte Freddyt. Győzelmével a rémalak ismét a filmsorozat kitalált világában rekedt. A film végén Heather kinyitja a forgatókönyvet és elkezdi felolvasni azt Dylannek, aki megkérdezi, hogy ez egy mese forgatókönyve-e. Heather igennel válaszol.

## Szereplők
| Színész            | Szerep                           | Magyar hang    | Megjegyzés                                                |
| ------------------ | -------------------------------- | -------------- | --------------------------------------------------------- |
| Heather Langenkamp | önmaga / Nancy Thompson          | Györgyi Anna   | az eredeti filmek főszereplője                            |
| Robert Englund     | önmaga / Freddy Krueger          | Barbinek Péter | Freddy megformálója a Rémálom-filmekben                   |
| Miko Hughes        | Dylan Porter                     | Szalay Csongor |                                                           |
| John Saxon         | önmaga / Donald Thompson hadnagy | Juhász Jácint  | Nancy apja az eredeti filmekben                           |
| Tracy Middendorf   | Julie                            | Somlai Edina   |                                                           |
| David Newsom       | Chase Porter                     | Rékasi Károly  |                                                           |
| Fran Bennett       | Dr. Christine Heffner            | Martin Márta   |                                                           |
| Wes Craven         | önmaga                           | Kristóf Tibor  | a Rémálom-filmek megalkotója                              |
| Robert Shaye       | önmaga                           | Kovács István  | a New Line Cinema megalapítója és korábbi vezérigazgatója |
| Marianne Maddalena | önmaga                           |                | a film producere                                          |
| Sara Risher        | önmaga                           |                | az első film producere                                    |
| Lin Shaye          | gyógyszeres nővér                |                | az első részben tanárnőt játszott                         |

A korábbi részekből feltűnik Nick Corri színész (az első részben Rodot alakította) és Tuesday Knight színésznő (Christine a negyedik részből). Mindketten önmagukat alakítják és a Chase temetésén egybegyűltek között láthatóak.

## A film készítése

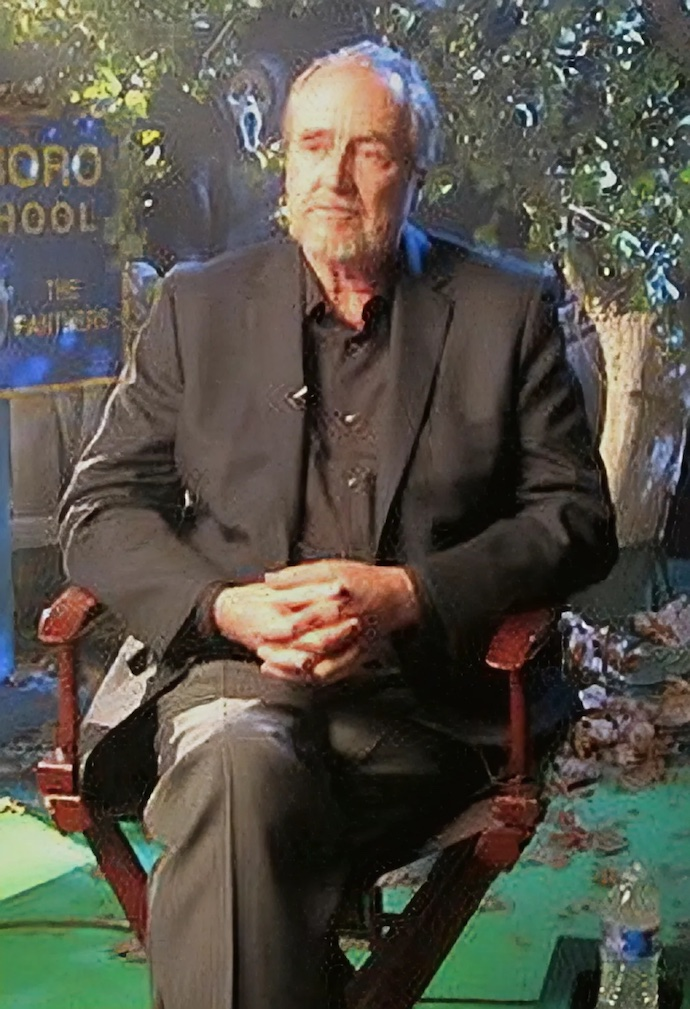
Wes Craven, a film rendezője és forgatókönyvírója. Az első rész óta ez a film volt az egyetlen a Rémálom az Elm utcában-sorozatból, melyet Craven rendezett (aki a filmben is feltűnik, önmagát alakítva).

Az A Nightmare on Elm Street 7: The Ascension (szó szerinti fordításban: „Rémálom az Elm utcában 7.: Felemelkedés”) munkacím alatt írt filmben Wes Craven arra törekedett, hogy a korábbi – az eredeti témához kevésbé hű – folytatásokkal ellentétben egy elgondolkodtatóbb művet alkosson. Az alapötlet már megfogalmazódott benne, amikor elvállalta a Rémálom 3. – Álomharcosok című film társ-forgatókönyvírói feladatkörét, de a New Line Cinema akkor visszautasította az elképzelését.
Az új rémálom sokkal inkább olyannak ábrázolja Freddy Kruegert, amilyennek Craven eredendően elképzelte a szereplőt: sötétebbnek és kevésbé mulatságosnak. Ennek érdekében Freddy sminkjét és ruházatát módosították, többek között egy hosszú, sötét kabátot adtak rá. Továbbá a szereplő védjegyévé vált pengés kesztyűt is újratervezték, hogy organikusabb kinézete legyen, csontokra emlékeztető ujjakkal.
A földrengéses jelenetek eredetileg is szerepeltek a forgatókönyvben, de a forgatás során valóban egy nagy földrengés volt Los Angelesben. A filmkészítők ezért úgy döntöttek, valódi felvételeket is felhasználnak a filmben a földrengés okozta károk ábrázolásához.
Craven fel akarta kérni Johnny Depp-pet, aki kezdő színészként az 1984-es első résszel debütált, hogy önmagát alakítva térjen vissza a filmben. A rendező azonban túlságosan bátortalan volt megkérni erre az akkorra már befutott sztárnak számító színészt. Amikor a film megjelenése után találkoztak, Depp elárulta, örömmel igent mondott volna a felkérésre.

## Fogadtatás

### Bevételi adatok
A nyolcmillió dollárból készült film a nyitóhéten 6 667 118 dolláros bevételt hozott, ezzel a hét nézettségi listáján a 3. helyezést érte el. Az Amerikai Egyesült Államokban 18 090 181, míg a többi országban 1 631 560 dollárt termelt, így összességében világszerte 19 721 741 dolláros bevételt ért el. A film bevételi szempontból a leggyengébben teljesített a Rémálom az Elm utcában-filmek közül. Ugyanakkor a videókazetta-kölcsönzések 
és eladások terén sikert ért el.

### Kritikai visszhang
A nem túl kedvező bevételi adatok ellenére a kritikusok jól fogadták a filmet és a filmsorozat egyik legjobban sikerül részének tartják azt. A Rotten Tomatoes weboldalon a film értékelése – 37 kritikus megkérdezése alapján – 78%-os lett. Roger Ebert filmkritikus a Chicago Sun-Times magazinban négyből három csillagra értékelte a filmet és hozzátette: „Sosem voltam kifejezetten a Rémálom-sorozat rajongója, de ezt a filmet és annak nyugtalanító kérdéseit azzal kapcsolatban, milyen hatást gyakorol a horror azokra, akik azt megalkotják, különösképpen érdekesnek találtam.”
Kevin Sommerfield a Slasher Studios elnevezésű, horrorfilmekkel foglalkozó weboldalon négyből négy csillagot adott a filmnek: „Az Új rémálom azon ritka horrorfilmek egyike, melyben minden működik. A színészi alakítások – a lenyűgöző Langenkamp erőteljes színészi játékával az élen – tökéletesek. A forgatókönyv tele van váratlan fordulatokkal és csavarokkal és ez a film nagy valószínűséggel az egész sorozat legtetszetősebb része.”
Owen Gleiberman filmkritikus (Entertainment Weekly) ugyanakkor negatív véleménnyel volt a filmről, hiányolva az eredeti rész transzszerűen félelmetes hangulatát, illetve a harmadik rész „zseniálisan tébolyult” speciális effektjeit.

### Díjak és jelölések
| Év   | Díj                       | Kategória              | Jelölt személy     | Eredmény |
| ---- | ------------------------- | ---------------------- | ------------------ | -------- |
| 1995 | Szaturnusz-díj            | legjobb horrorfilm     | –                  | Jelölve  |
| 1995 | Szaturnusz-díj            | legjobb fiatal színész | Miko Hughes        | Jelölve  |
| 1995 | Szaturnusz-díj            | legjobb filmzene       | J. Peter Robinson  | Jelölve  |
| 1995 | Fantasporto filmfesztivál | legjobb forgatókönyv   | Wes Craven         | Elnyerte |
| 1995 | Fantasporto filmfesztivál | legjobb film           | Wes Craven         | Jelölve  |
| 1995 | Independent Spirit-díj    | legjobb film           | Marianne Maddalena | Jelölve  |

## Fordítás
- Ez a szócikk részben vagy egészben  a   Wes Craven's New Nightmare című angol Wikipédia-szócikk fordításán alapul.  Az eredeti cikk szerkesztőit annak laptörténete sorolja fel. Ez a jelzés csupán a megfogalmazás eredetét és a szerzői jogokat jelzi, nem szolgál a cikkben szereplő információk forrásmegjelöléseként.